# Ida Otterström
Ida Kristina Otterström, född Nilsson den 23 augusti 1872 i Gåsborn i Värmlands län, död den 10 oktober 1958 i Enskede-Årsta församling, Stockholm, var en svensk skådespelare.
Ida Otterström tillhörde det Littmarckska teatersällskapet tillsammans med sin make 1899. Hon var gift med skådespelaren Birger Otterström (1865–1928) och är begravd på Skogskyrkogården i Stockholm.

## Filmografi
- 1913 – Mannekängen
- 1919 – Herr Arnes pengar
- 1920 – Bodakungen
- 1923 – Andersson, Pettersson och Lundström
- 1930 – Fridas visor
- 1932 – Landskamp
- 1934 – Sången till henne
- 1935 – Bränningar
- 1935 – Skärgårdsflirt
- 1935 – Ebberöds bank
- 1937 – Ryska snuvan
- 1942 – Jacobs stege
- 1943 – Anna Lans
- 1943 – En flicka för mej
- 1944 – Fattiga riddare
- 1944 – Flickan och Djävulen
- 1944 – Prins Gustaf
- 1944 – Vändkorset
- 1945 – Rattens musketörer
- 1946 – Saltstänk och krutgubbar
- 1947 – Maj på Malö
- 1948 – Musik i mörker
- 1949 – Bara en mor
- 1949 – Kärleken segrar
- 1955 – Farligt löfte